# Merle des Nilgiri
Turdus simillimus
Espèce
Le Merle des Nilgiri (Turdus simillimus) est une espèce de passereaux de la famille des Turdidae.
Cet oiseau vit en Inde et au Sri Lanka.